# Lodewijk van Champagne
Lodewijk van Blois ook gekend als Lodewijk van Champagne (circa 1190 - Adrianopel, 14 april 1205) was van 1191 tot 1205 graaf van Blois, Clermont en Chartres.

## Levensloop
Lodewijk was de zoon van graaf Theobald V van Blois en Adelheid van Frankrijk, dochter van koning Lodewijk VII van Frankrijk. Hij huwde met gravin Catharina van Clermont en ze kregen drie kinderen:
- Rudolf, jong gestorven
- Johanna, jong gestorven
- Theobald VI (circa 1190-1218), graaf van Blois

In 1191 volgde Lodewijk zijn overleden vader op als graaf van Blois en Chartres. Hetzelfde jaar volgde hij zijn overleden schoonvader Rudolf I op als graaf van Clermont. In 1196 schafte hij de horigheid op zijn domeinen af.
Tijdens een toernooi in Écry-sur-Aisne op 28 november 1199 waren Lodewijk en zijn neef, graaf Theobald III van Champagne, de eerste edelen die de oproep van paus Innocentius III voor een Vierde Kruistocht steunden. In 1202 vertrok Lodewijk uit Frankrijk. Tijdens het beleg van Constantinopel in juli 1203 was hij een van de acht divisiecommandanten.
Kort daarna kreeg Lodewijk last van ernstige koorts, waardoor hij enkele maanden buiten strijd was en hij niet kon deelnemen aan de verovering van Constantinopel in 1204.
Nadat hij was gerecupereerd nam hij in april 1205 deel aan de Slag bij Adrianopel tegen de Koemanen geleid door tsaar Kalojan van Bulgarije. Lodewijk had de vijand echter te ver weg gejaagd, waardoor hij zich ver van zijn troepen bevond en in een hinderlaag van de Koemanen werd gelokt, die hem vermoordden.

## Voorouders
| Voorouders van Lodewijk van Champagne (11790-1205) | Voorouders van Lodewijk van Champagne (11790-1205)                              | Voorouders van Lodewijk van Champagne (11790-1205)                              | Voorouders van Lodewijk van Champagne (11790-1205)                              | Voorouders van Lodewijk van Champagne (11790-1205)                              | Voorouders van Lodewijk van Champagne (11790-1205)                              | Voorouders van Lodewijk van Champagne (11790-1205)                              | Voorouders van Lodewijk van Champagne (11790-1205)                         | Voorouders van Lodewijk van Champagne (11790-1205)                         |
| -------------------------------------------------- | ------------------------------------------------------------------------------- | ------------------------------------------------------------------------------- | ------------------------------------------------------------------------------- | ------------------------------------------------------------------------------- | ------------------------------------------------------------------------------- | ------------------------------------------------------------------------------- | -------------------------------------------------------------------------- | -------------------------------------------------------------------------- |
| Overgrootouders                                    | Stefanus II van Blois (1045-1102) ∞ Adela van Engeland (1062-1137)              | Stefanus II van Blois (1045-1102) ∞ Adela van Engeland (1062-1137)              | Engelbert van Karinthië (1070-1141) ∞ Uta van Passau (-)                        | Engelbert van Karinthië (1070-1141) ∞ Uta van Passau (-)                        | Lodewijk VI van Frankrijk (1081-1137) ∞ 1115 Adelheid van Maurienne (1092-1154) | Lodewijk VI van Frankrijk (1081-1137) ∞ 1115 Adelheid van Maurienne (1092-1154) | Willem X van Aquitanië (1099-1137) ∞ Aenor van Chatellerault               | Willem X van Aquitanië (1099-1137) ∞ Aenor van Chatellerault               |
| Grootouders                                        | Theobald IV van Blois (1190-1152) ∞ Mathilde van Sponheim-Karinthië (1205-1241) | Theobald IV van Blois (1190-1152) ∞ Mathilde van Sponheim-Karinthië (1205-1241) | Theobald IV van Blois (1190-1152) ∞ Mathilde van Sponheim-Karinthië (1205-1241) | Theobald IV van Blois (1190-1152) ∞ Mathilde van Sponheim-Karinthië (1205-1241) | Lodewijk VII van Frankrijk (1120-1180) ∞ Eleonora van Aquitanië (122-1204)      | Lodewijk VII van Frankrijk (1120-1180) ∞ Eleonora van Aquitanië (122-1204)      | Lodewijk VII van Frankrijk (1120-1180) ∞ Eleonora van Aquitanië (122-1204) | Lodewijk VII van Frankrijk (1120-1180) ∞ Eleonora van Aquitanië (122-1204) |
| Ouders                                             | Theobald V van Blois (1130-1191) ∞ Adelheid van Blois (1150-1198)               | Theobald V van Blois (1130-1191) ∞ Adelheid van Blois (1150-1198)               | Theobald V van Blois (1130-1191) ∞ Adelheid van Blois (1150-1198)               | Theobald V van Blois (1130-1191) ∞ Adelheid van Blois (1150-1198)               | Theobald V van Blois (1130-1191) ∞ Adelheid van Blois (1150-1198)               | Theobald V van Blois (1130-1191) ∞ Adelheid van Blois (1150-1198)               | Theobald V van Blois (1130-1191) ∞ Adelheid van Blois (1150-1198)          | Theobald V van Blois (1130-1191) ∞ Adelheid van Blois (1150-1198)          |

- Système universitaire de documentation: 185295002
- Virtual International Authority File: 315737853